# Резвово
Резвово (баш. Резвов) — деревня в Иглинском районе Республики Башкортостан Российской Федерации. Входит в состав Акбердинского сельсовета.

## География

### Географическое положение
Расстояние до:
- районного центра (Иглино): 62 км,
- центра сельсовета (Акбердино): 17 км,
- ближайшей ж/д станции (Иглино): 62 км.

## Население
| 2002 | 2009 | 2010 |
| ---- | ---- | ---- |
| 9    | ↗18  | ↗28  |

Национальный состав
Согласно переписи 2002 года, преобладающие национальности — украинцы (34 %), башкиры (33 %).